# علم وظائف الأعضاء المقارن
علم وظائف الأعضاء المقارن هو فرع من فروع علم وظائف الأعضاء الذي يدرس ويفسر تنوع الخصائص الوظيفية لأنواع مختلفة من الكائنات الحية. يرتبط ارتباطًا وثيقًا بعلم وظائف الأعضاء التطوري وعلم وظائف الأعضاء البيئي. تُقدم العديد من الجامعات دورات جامعية تغطي جوانب المقارنة في فسيولوجيا الحيوان. وفقًا لكليفورد لاد بروسر، "علم وظائف الأعضاء المقارن ليس نظامًا محددًا بقدر ما هو وجهة نظر، فلسفة."

## التاريخ
في الأصل، كما رويَّ في التاريخ الحديث لهذا المجال، ركز علم وظائف الأعضاء في المقام الأول على البشر، وذلك رغبةً في تحسين الممارسات الطبية. عندما بدأ علماء الفسيولوجيا لأول مرة في مقارنة الأنواع المختلفة كان في بعض الأحيان بدافع الفضول البسيط لفهم كيفية عمل الكائنات الحية، ولكنه نشأ أيضًا من الرغبة في اكتشاف المبادئ الفسيولوجية الأساسية. يُعرف استخدام كائنات معينة مناسبة لدراسة أسئلة محددة باسم مبدأ كروغ.

## المنهجية
لاد بروسر، هو مؤسس علم وظائف الأعضاء المقارن الحديث، حدد جدولًا واسعًا لعلم وظائف الأعضاء المقارن في مجلده المحرر عام 1950 (انظر الملخص والمناقشة في جارلاند وكارتر ):
1. لوصف كيف تلبي أنواع الحيوانات المختلفة احتياجاتها.
يرقى هذا إلى تصنيف الجوانب الوظيفية للتنوع البيولوجي، وقد تم انتقاده مؤخرًا على أنه "جمع الطوابع" مع اقتراح أن المجال يجب أن يتجاوز تلك المرحلة الاستكشافية الأولية.
2. استخدام المعلومات الفسيولوجية لإعادة بناء علاقات النشوء والتطور للكائنات الحية.
من حيث المبدأ، يمكن استخدام المعلومات الفسيولوجية تمامًا، كما يتم استخدام المعلومات المورفولوجية أو تسلسل الحمض النووي لقياس الاختلاف التطوري للكائنات الحية. من الناحية العملية، نادرًا ما يتم القيام بذلك، لأسبابٍ أربعةٍ على الأقل:
- لا يَترك علم وظائف الأعضاء الكثير من الإشارات الأُحفورية.
- لا يمكن قياسه على عينات المتحف.
- من الصعب التحديد الكمي مقارنةً بالمورفولوجيا أو تسلسل الحمض النووي.
- من المرجح أن يكون علم وظائف الأعضاء أكثر تكيفًا من الحمض النووي، وبالتّالي يخضع للتطور المتوازي والمتقارب، مما يخلط بين إعادة بناء النشوء والتطور.

3. لتوضيح كيف يتوسط علم وظائف الأعضاء التفاعلات بين الكائنات الحية وبيئاتها.
هذا هو في الأساس علم البيئة الفسيولوجي أو علم وظائف الأعضاء الإيكولوجي.
4. التعرف على  "أنظمة نموذجية"  لدراسة وظائف فسيولوجية معينة.
تتضمن الأمثلة على ذلك استخدام محاور عصبية عملاقة للحَبّار لفهم المبادئ العامة لانتقال الأعصاب، واستخدام عضلات ذيل الأفعى الجرسيّة لقياس التغيرات في الجسم الحيّ في المستقبلات  (لأنه يمكن وضع الحيوان بأكمله في آلة الرنين المغناطيسي النووي)، واستخدام درجات الحرارة الخارجية لدراسة تأثيرات درجة الحرارة على علم وظائف الأعضاء.
5. استخدام "نوع من الحيوانات" كمتغير تجريبي.
"بينما تستخدم فروع علم وظائف الأعضاء الأخرى متغيرات، مثل: الضوء ودرجة الحرارة وتوتر الأكسجين والتوازن الهرموني واستخدامات علم وظائف الأعضاء المقارنة، بالإضافة إلى أنواع أو نوع الحيوان كمتغير لكل وظيفة".
بعد 25 عامًا، صاغ بروسر الأمور على هذا النحو: "أحب أن أفكر في الأمر على أنه تلك الطريقة في علم وظائف الأعضاء التي تستخدم نوعًا من الكائنات الحية كمتغير تجريبي واحد".
غالبًا ما يدرس علماء الفسيولوجيا المقارن الكائنات الحية التي تعيش في بيئات "قاسية" (مثل الصّحاري) لأنهم يتوقعون العثور على أمثلة واضحة بشكل خاص للتكيف التّطوري. أحد الأمثلة على ذلك هو دراسة توازن الماء في الثّدييّات التّي تعيش في الصّحراء، والتّي وُجدت لتخصصات الكِلى.
وبالمثل، فقد انجذب علماء الفسيولوجيا المقارن إلى كائنات "غير عادية"، مثل الكائنات الكبيرة جدًا أو الصغيرة جدًا. وكمثال على هذا الأخير، تمت دراسة الطيور الطّنانة. وكمثال آخر، تمت دراسة الزّرافة بسبب رقابِها الطّويلة وتَوقع أن يؤدي ذلك إلى تخصصات تتعلق بتنظيم ضغط الدم. بشكل عام، تمت دراسة الفقاريات خارجية الحرارة لتحديد كيف يتغير توازن الحمض القاعدي في الدّم ودرجة الحموضة مع تغير درجة حرارة الجسم.

## التمويل
في الولايات المتحدة، يتم تمويل البحث في علم وظائف الأعضاء المقارن من قبل كل من المعاهد الوطنية للصحة ومؤسسة العلوم الوطنية.

## المجتمعات
يضم عدد من الجمعيات العلمية أقسامًا عن علم وظائف الأعضاء المقارن، بما في ذلك:
- الجمعية الفسيولوجية الأمريكية
- الجمعية الأسترالية والنيوزيلندية لعلم وظائف الأعضاء المقارن والكيمياء الحيوية
- الجمعية الكندية لعلماء الحيوان
- الجمعية اليابانية لعلم وظائف الأعضاء المقارن والكيمياء الحيوية
- جمعية علم الأحياء التكاملي والمقارن
- جمعية البيولوجيا التجريبية

## السير الذاتية
كان كنوت شميدت نيلسن (1915-2007) شخصية رئيسية في علم وظائف الأعضاء المقارن للفقاريات، حيث خدم في هيئة التّدريس في جامعة ديوك لسنوات عديدة ودرب عددًا كبيرًا من الطلاب. كما قام بتأليف العديد من الكتب، بما في ذلك نص مؤثر، وكلها معروفة بأسلوب الكتابة الذي يسهل الوصول إليه.
كان جروفير ستافيس (1925-2003) عالمًا فيزيولوجيًا ومُقارنًا لافقاريًا معروفًا، وعمل في هيئة التّدريس بجامعة مينيسوتا حتى أصبح الرّئيس المؤَسِس لقسم علم الأحياء العضوية في جامعة كاليفورنيا في إيرفين في عام 1964. المرشد للعديد من طلاب الدّراسات العليا، الذّين ذهب الكثير منهم لتطويرهذا المجال. قام بتأليف العديد من الكتب، بالإضافة إلى كونه عالمَ أحياءٍ بارعٍ، كان أيضًا عازف بيانو وفيلسوفًا بارعًا.

## بعض المجلات التي تنشر مقالات في فسيولوجيا الحيوانات المقارنة
- المجلة الأمريكية لعلم وظائف الأعضاء - علم وظائف الأعضاء التنظيمي والتكاملي والمقارن
- المراجعة السنوية لعلم وظائف الأعضاء
- الكيمياء الحيوية المقارن وعلم وظائف الأعضاء
- علم الأحياء التكاملي والمقارن
- مجلة علم وظائف الأعضاء المقارن
- مجلة البيولوجيا التجريبية
- علم الحيوان الفسيولوجي والكيميائي الحيوي

## قراءات إضافية
- Anctil, M. 2022. Animal as machine - The quest to understand how animals work and adapt. McGill-Queen's University Press, Montreal & Kingston, London, Chicago.
- Barrington, E. J. W. 1975. Comparative physiology and the challenge of design. Journal of Experimental Zoology 194:271-286.
- Clark, A. J. 1927. Comparative physiology of the heart. Cambridge University Press, London.
- Dantzler, W. H., ed. 1997. Handbook of physiology. Section 13: comparative physiology. Vol. I. Oxford Univ. Press, New York.
- Dantzler, W. H., ed. 1997. Handbook of physiology. Section 13: comparative physiology. Vol. II. Oxford Univ. Press, New York. viii + 751-1824 pp.
- Feder, M. E., A. F. Bennett, W. W. Burggren, and R. B. Huey, eds. 1987. New directions in ecological physiology. Cambridge Univ. Press, New York. 364 pp.
- Garland, T. Jr., and P. A. Carter. 1994. Evolutionary physiology. Annual Review of Physiology 56:579-621. PDF نسخة محفوظة 2021-04-12 على موقع واي باك مشين.
- Gibbs، A. G. (1999). "Laboratory selection for the comparative physiologist". Journal of Experimental Biology. ج. 202 ع. Pt 20: 2709–2718. PMID:10504307.
- Gilmour، K. M.؛ Wilson، R. W.؛ Sloman، K. A. (2005). "The integration of behaviour into comparative physiology". Physiological and Biochemical Zoology. ج. 78 ع. 5: 669–678. DOI:10.1086/432144. PMID:16047293. S2CID:586358.
- Gordon, M. S., G. A. Bartholomew, A. D. Grinnell, C. B. Jorgensen, and F. N. White. 1982. Animal physiology: principles and adaptations. 4th ed. MacMillan, New York. 635 pages.
- Greenberg, M. J., P. W. Hochachka, and C. P. Mangum, eds. 1975. New directions in comparative physiology and biochemistry. Journal of Experimental Zoology 194:1-347.
- Hochachka, P. W., and G. N. Somero. 2002. Biochemical adaptation — mechanism and process in physiological evolution. Oxford University Press. 478 pp.
- Mangum, C. P., and P. W. Hochachka. 1998. New directions in comparative physiology and biochemistry: mechanisms, adaptations, and evolution. Physiological Zoology 71:471-484.
- Moyes, C. D., and P. M. Schulte. 2006. Principles of animal physiology. Pearson Benjamin Cummings, San Francisco. 734 pp.
- Prosser, C. L., ed. 1950. Comparative animal physiology. W. B. Saunders Co., Philadelphia. ix + 888 pp.
- Randall, D., W. Burggren, and K. French. 2002. Eckert animal physiology: mechanisms and adaptations. 5th ed. W. H. Freeman and Co., New York. 736 pp. + glossary, appendices, index.
- Ross، D. M. (1981). "Illusion and reality in comparative physiology". Canadian Journal of Zoology. ج. 59 ع. 11: 2151–2158. DOI:10.1139/z81-291.
- Schmidt-Nielsen, K. 1972. How animals work. Cambridge University Press, Cambridge.
- Schmidt-Nielsen, K. 1984. Scaling: why is animal size so important? Cambridge University Press, Cambridge. 241 pp.
- Schmidt-Nielsen, K. 1997. Animal physiology: adaptation and environment. 5th ed. Cambridge University Press, Cambridge. ix + 607 pp.
- Schmidt-Nielsen, K. 1998. The camel's nose: memoirs of a curious scientist. 352 pp. The Island Press. Review
- Somero, G. N. 2000. Unity in Diversity: A perspective on the methods, contributions, and future of comparative physiology. Annual Review of Physiology 62:927-937.
- Stephens، G.C.؛ Schinske، R.A. (1961). "Uptake of amino acids by marine invertebrates". Limnology and Oceanography. ج. 6 ع. 2: 175–181. Bibcode:1961LimOc...6..175S. DOI:10.4319/lo.1961.6.2.0175.
- Stephens، G.C. (1982). "Recent progress in the study of "Die Ernährung der Wassertiere und der Stoffhaushalt der Gewasser"". American Zoologist. ج. 22 ع. 3: 611–619. DOI:10.1093/icb/22.3.611.
- Manahan، D.T.؛ Wright، S.H.؛ Stephens، G.C.؛ Rice، M.A. (1982). "Transport of dissolved amino acids by the mussel, Mytilus edulis: Demonstration of net uptake from seawater by HPLC analysis". Science. ج. 215 ع. 4537: 1253–1255. DOI:10.1126/science.215.4537.1253. PMID:17757542. S2CID:36756710.
- Swallow، J. G.؛ Garland، T. Jr. (2005). "Selection experiments as a tool in evolutionary and comparative physiology: insights into complex traits - An introduction to the symposium". Integrative and Comparative Biology. ج. 45 ع. 3: 387–390. DOI:10.1093/icb/45.3.387. PMID:21676784.
- Willmer, P., G. Stone, and I. Johnston. 2005. Environmental physiology of animals. Second edition. Blackwell Science, Oxford, U.K. xiii + 754 pp.